# Сборная Островов Кука по нетболу
Сборная Островов Кука по нетболу представляет Острова Кука на международных соревнованиях по нетболу. Управляющим органом является Ассоциация нетбола Островов Кука (англ. Cook Islands Netball Association, Netball Cook Islands).
По состоянию на 25 июля 2024, сборная Островов Кука по нетболу занимает 34-е место в мировом рейтинге сборных по нетболу.

## Результаты выступлений

### Чемпионаты мира
| Год        | Место          | Игры           | Победы         | Ничьи          | Поражения      |
| ---------- | -------------- | -------------- | -------------- | -------------- | -------------- |
| 1963—1983  | не участвовали | не участвовали | не участвовали | не участвовали | не участвовали |
| 1987       | 6              | 11             | 7              | 1              | 3              |
| 1991       | 5              | 10             | 8              | 0              | 2              |
| 1995       | 7              | 7              | 5              | 0              | 2              |
| 1999       | 7              | 10             | 6              | 0              | 4              |
| 2003       | 11             | 7              | 2              | 0              | 5              |
| 2007       | 7              | 6              | 3              | 0              | 3              |
| 2011—н. в. | не участвовали | не участвовали | не участвовали | не участвовали | не участвовали |

### Игры Содружества
| Год        | Место          | Игры           | Победы         | Ничьи          | Поражения      |
| ---------- | -------------- | -------------- | -------------- | -------------- | -------------- |
| 1998       | 6              | 5              | 2              | 1              | 2              |
| 2002—2006  | не участвовали | не участвовали | не участвовали | не участвовали | не участвовали |
| 2010       | 10             | 6              | 1              | 0              | 5              |
| 2014—н. в. | не участвовали | не участвовали | не участвовали | не участвовали | не участвовали |

### Всемирные игры
| Год  | Место          | Игры           | Победы         | Ничьи          | Поражения      |
| ---- | -------------- | -------------- | -------------- | -------------- | -------------- |
| 1985 | не участвовали | не участвовали | не участвовали | не участвовали | не участвовали |
| 1989 | 4              | 4              | 1              | 0              | 3              |
| 1993 | не участвовали | не участвовали | не участвовали | не участвовали | не участвовали |

### Тихоокеанские игры
| Год       | Место          | Игры           | Победы         | Ничьи          | Поражения      |
| --------- | -------------- | -------------- | -------------- | -------------- | -------------- |
| 1963      | не участвовали | не участвовали | не участвовали | не участвовали | не участвовали |
| 1966      | 1              | .              | .              | .              | .              |
| 1969      | не участвовали | не участвовали | не участвовали | не участвовали | не участвовали |
| 1979      | 2              | .              | .              | .              | .              |
| 1983      | 2              | .              | .              | .              | .              |
| 1991      | 1              | .              | .              | .              | .              |
| 1995—1999 | не участвовали | не участвовали | не участвовали | не участвовали | не участвовали |
| 2003      | 3              | 5              | 3              | 0              | 2              |
| 2007      | 4              | 5              | 2              | 0              | 3              |
| 2015      | 4              | 5              | 2              | 0              | 3              |
| 2019      | 1              | 5              | 5              | 0              | 0              |
| 2023      | 5              | 5              | 3              | 0              | 2              |

### Тихоокеанские мини-игры
| Год  | Место          | Игры           | Победы         | Ничьи          | Поражения      |
| ---- | -------------- | -------------- | -------------- | -------------- | -------------- |
| 1981 | 1              | .              | .              | .              | .              |
| 1985 | 1              | .              | .              | .              | .              |
| 1989 | 1              | .              | .              | .              | .              |
| 1993 | 1              | 5              | 5              | 0              | 0              |
| 1997 | 1              | 6              | 6              | 0              | 0              |
| 2001 | 3              | 5              | 5              | 0              | 0              |
| 2009 | 3              | 4              | 2              | 0              | 2              |
| 2017 | не участвовали | не участвовали | не участвовали | не участвовали | не участвовали |